# Slalom (Film)
Slalom ist ein französisch-belgisches Filmdrama von Charlène Favier aus dem Jahr 2020.

## Handlung
Lyz Lopez ist 15 Jahre alt und fährt Ski, seit sie vier Jahre alt ist. Als großes Talent im Parallelslalom wird sie in der Skiabteilung des Lycée von Bourg-Saint-Maurice aufgenommen, an der die Skiweltmeister von morgen geformt werden. Schulausbildung wechselt dabei mit strengen Trainingseinheiten. Anders als geplant kann ihre alleinerziehende Mutter Catherine nicht an ihrer Seite sein, weil sie eine neue Stelle in Marseille angenommen hat. Lyz jedoch hat sich die Selbstständigkeit gewünscht und lebt allein in einer kleinen Wohnung. Der Beginn unter Trainer Fred erweist sich als hart, weil Lyz zunächst hinter den anderen Schülern abfällt und im Parallelslalom nicht die Ergebnisse bringt, die er von ihr erwartet. Auch andere Schüler der Gruppe machen sich über sie lustig. Erst als Lyz das erste Weltcuprennen gewinnt, ändert sich das Verhalten der anderen ihr gegenüber und schwankt zwischen Neid und Anerkennung. Weihnachten verbringt Lyz nicht bei ihrer Mutter, die einen neuen Partner hat, sondern bei Mitschülerin Justine und ihrer Familie. Fred beginnt, Lyz gezielt zu fördern und ihre Entwicklung schriftlich festzuhalten. Er bespricht mit ihr offen Themen wie ihre Menstruation, über die er genau Bescheid wissen will, um ihr Training entsprechend darauf abzustimmen. Er besorgt ihr zudem einen Sponsor, sodass sie eine neue Skiausrüstung erhält. Auch vor anderen Schülern lobt Fred Lyz’ Trainingsläufe.
Lyz gewinnt auch die französische Meisterschaft. Fred lässt sie kurz darauf mit seinem Auto fahren und beide sind ausgelassen. Plötzlich küsst er sie und beginnt kurz darauf, vor ihr zu masturbieren. Sie bleibt sprachlos zurück, Fred entschuldigt sich für sein Verhalten und beide gehen essen, was Lyz jedoch nach kurzer Zeit abbricht, da es ihr nicht gut gehe. Sie befürchtet, dass Fred sie fallenlassen könnte, doch zerstreut dieser die Zweifel.
In der folgenden Zeit verschlechtern sich Lyz’ Schulnoten rapide. Es kommt zum Gespräch mit der Mutter, die angibt, auch angesichts dieser Lage die Tochter nicht schulisch unterstützen zu können, da sie in Marseille gebunden sei. Als der Schulleiter andeutet, dass Lyz dann den Skisport beenden müsste, schlägt Fred vor, dass Lyz bei ihm und seiner Freundin Lilou, die Lehrerin am Lycée ist, wohnen könne. Die Mutter stimmt zu und auch Lyz ist zögerlich einverstanden. Bei Nachhilfestunden zeigt sich Lyz Lilou gegenüber verschlossen und diese gibt schnell auf. Die Mitschüler wissen, dass Lyz bei Fred lebt, und ziehen Lyz als vermeintliche Liebhaberin Freds auf, ohne von dessen Annäherung zu wissen. Beim Krafttraining mit Fred verletzt sich Lyz leicht am Knie. Fred kümmert sich um sie, küsst ihr Knie und schläft schließlich mit ihr. Lyz wehrt sich nicht, steht anschließend in der Umkleide jedoch unter Schock, ist aufgelöst und weint. Vor Fred tut sie kurz darauf so, als wäre nichts gewesen, und kauft sich in der Apotheke die Pille danach. Lilou verlässt Fred, da er zu sehr auf den Sport fixiert sei und sie auch nicht mit Lyz als Mitbewohnerin einverstanden ist. Lyz wird in den folgenden Trainingsstunden immer launischer und reagiert bockig. In der Schule redet Lilou mit ihr und will wissen, was zwischen ihr und Fred vorgefallen ist. Lyz deckt Fred, der ihr später erklärt, dass alles, was zwischen ihnen ist, ein Geheimnis bleiben müsse.
Das große Europacuprennen La Galise steht bevor und Lyz trainiert zunehmend allein. Sie entzieht sich einem Kuss Freds. Als ihre Mutter am Wettkampftag vorbeikommt, weint sie in ihren Armen. Ihre Mutter verspricht ihr, zukünftig öfter für sie da zu sein. Lyz gewinnt das Europacuprennen der Damen im Parallelslalom, ist jedoch nicht glücklich. Vor der Presse sagt sie kaum ein Wort und kann erst lächeln, als Justine ihr nach dem Rennen hilft. Fred holt sie nach dem Rennen ein und will sie zur Rede stellen. Sie reißt sich von ihm los. Als er ihr seine weiteren Pläne für internationale Rennen auflistet, entgegnet sie nur „Nein!“ und geht. Fred bleibt fassungslos zurück, während Lyz nach kurzer Zeit erleichtert ausatmet.

## Produktion
Slalom war das Langfilmregiedebüt von Charlène Favier, die zuvor mehrere Kurzfilme gedreht hatte. Bereits in ihrem Kurzfilm Odol Gorri, der 2018 erschien, hatte sie mit Noée Abita zusammengearbeitet. Der Kurzfilm Odol Gorri um die 15-jährige Eva, die sich eines Nachts auf einem Fischerboot mit mehreren Männern auf hoher See wiederfindet, diente Favier dabei als Vorbereitung für Slalom: „Die Idee war, keine Kurzversion von Slalom zu machen, sondern mich selbst mit der Gewalt bestimmter Szenen zu konfrontieren.“ Bereits während des Drehs von Odol Gorri bot Favier Abita die Hauptrolle in Slalom an.
In Slalom verarbeitete Favier, die in Val-d’Isère aufwuchs und bis zu ihrem 16. Lebensjahr selbst an Skiwettkämpfen teilnahm, eigene Erfahrungen sexuellen Missbrauchs, die sie als Jugendliche erlebt hatte. Favier betonte jedoch auch, dass sie nicht Lyz sei, wie auch Fred nicht ihrem Täter ähnele. Erste Anfänge des Drehbuchs verfasste Favier 2014 im Rahmen des Atelier scenario an der La fémis. Der Film wurde 2019 innerhalb von fünf Monaten im Département Savoie gedreht; Drehorte waren Bourg-Saint-Maurice, Les Arcs, Tignes und Val-d’Isère. Skiszenen, in denen die Kamera Lyz bei Abfahrten folgt, wurden nicht von Yann Maritaud, sondern vom ehemaligen professionellen Skifahrer Yann André gedreht. Abita lernte für den Film innerhalb von zwei Monaten Skifahren, wobei sie im Film nur in Einzelszenen wirklich selbst auf Skiern stand und ansonsten gedoubelt wurde. Die Kostüme schuf Judith de Luze, die Filmbauten stammen von Julie Wassef.
Slalom war Teil der Cannes 2020 Official Selection der Internationalen Filmfestspiele von Cannes 2020, die aufgrund der Covid-19-Pandemie abgesagt wurde. Der Film erlebte seine Erstaufführung am 29. August 2020 auf dem Festival du film francophone d’Angoulême und war in der Folge auf zahlreichen internationalen Filmfestivals zu sehen, so am 25. September 2020 auf dem Zurich Film Festival, im Oktober 2020 auf den Hofer Filmtagen sowie im November 2020 auf dem Braunschweig International Film Festival (online) und dem Internationalen Filmfestival Thessaloniki. Slalom kam am 19. Mai 2021 in die französischen Kinos und war ab 9. Juni 2021 auch in den belgischen Kinos zu sehen.

## Auszeichnungen
Anfang November 2020 wurde Charlène Favier auf dem Braunschweig International Film Festival für Slalom mit dem Frauenfilmpreis Tilda ausgezeichnet. Noée Abita gewann für Slalom bei den Prix Lumières 2021 den Preis als Beste Nachwuchsdarstellerin. Weitere Nominierungen bei den Prix Lumières erhielt der Film in den Kategorien Bester Hauptdarsteller, Beste Kamera und Bestes Erstlingswerk. Beim César 2022 erhielt Slalom zwei Nominierungen: in den Kategorien Bestes Erstlingswerk und Beste Nachwuchsdarstellerin.